# Lista dos museus mais antigos em funcionamento
Um museu é "uma instituição permanente à serviço da sociedade e seu desenvolvimento e aberta ao público" cuja finalidade principal é de "adquirir, conservar, pesquisar e exigir patrimônio humano tangível e intangível". Este artigo lista os museus mais antigos do mundo ainda em funcionamento de acordo com sua data de fundação. 
O artigo considera as instituições propriamente ditas e não necessariamente o edifício que abriga as coleções. Por exemplo, no caso do Museu do Prado é considerado o ano de fundação da instituição (1819) e não da construção do edifício que a a sedia (inaugurado em 1785). Da mesma forma, é considerada a existência do Museu Nacional, no Brasil, mesmo após o incêndio que devastou o seu edifício-sede em 2018.
O conjunto arquitetônico de Enigaldi-Nana é amplamente considerado pelos acadêmicos como o primeiro museu da história, tendo sido fundado em torno de 530 a.C. no território do atual Iraque. Este não é citado na lista por ter deixado de existir. Em contrapartida, os Museus Capitolinos, fundados em 1471 na Itália, constituem o mais antigo museu do mundo ainda em pleno funcionamento.

## Lista de museus mais antigos

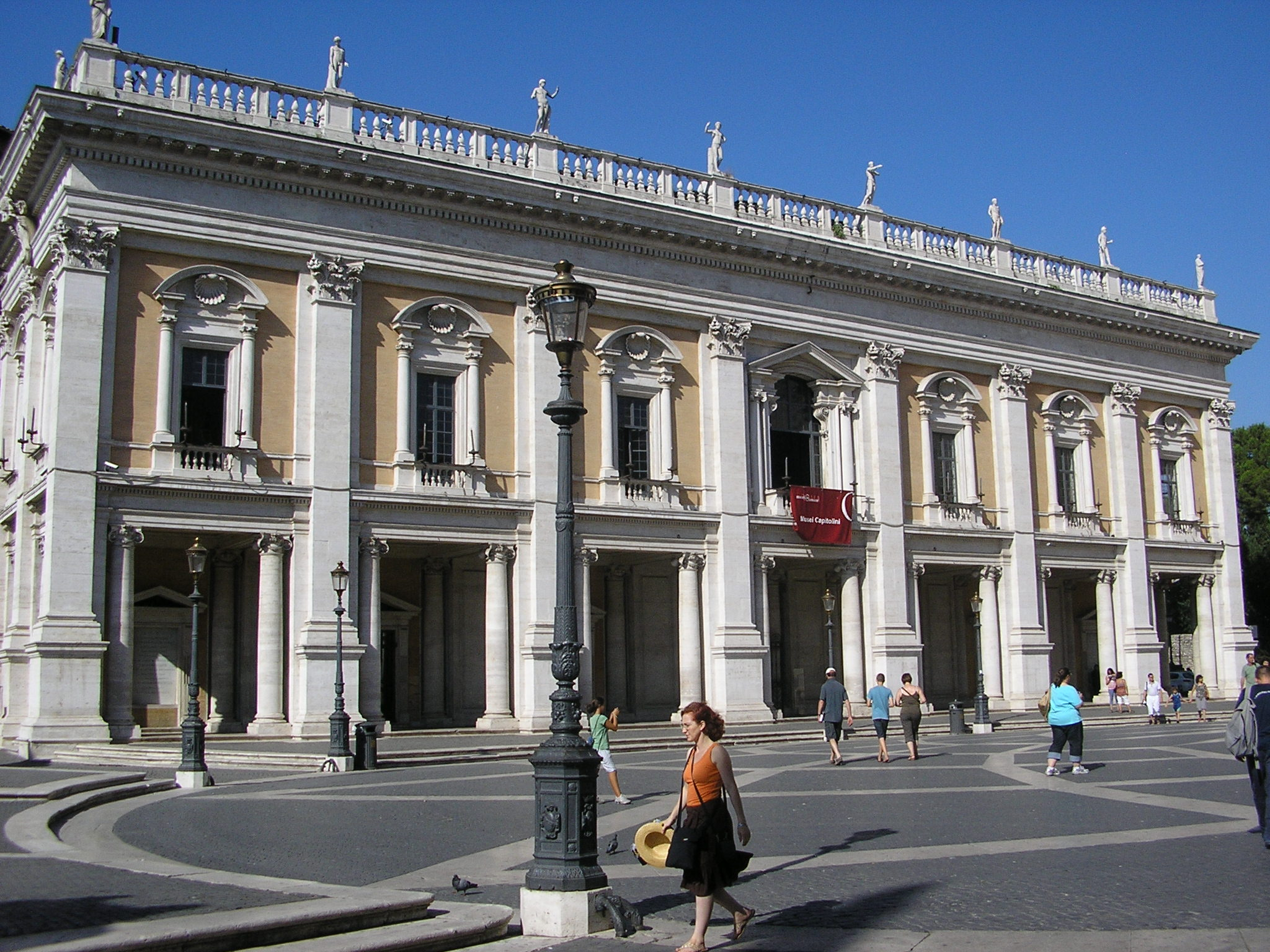
Museus Capitolinos, fundados em 1471.

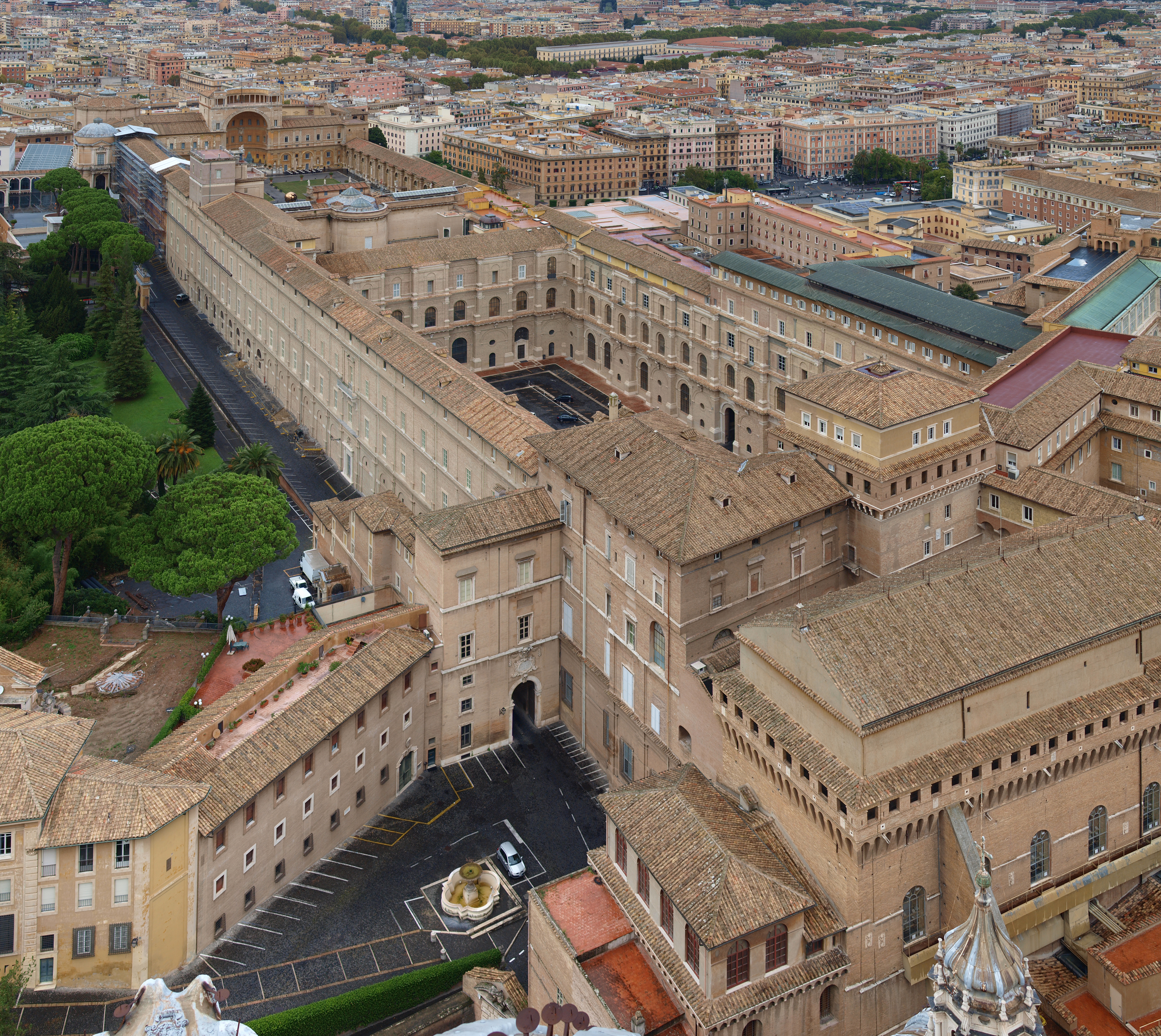
Museus Vaticanos, fundados em 1506.

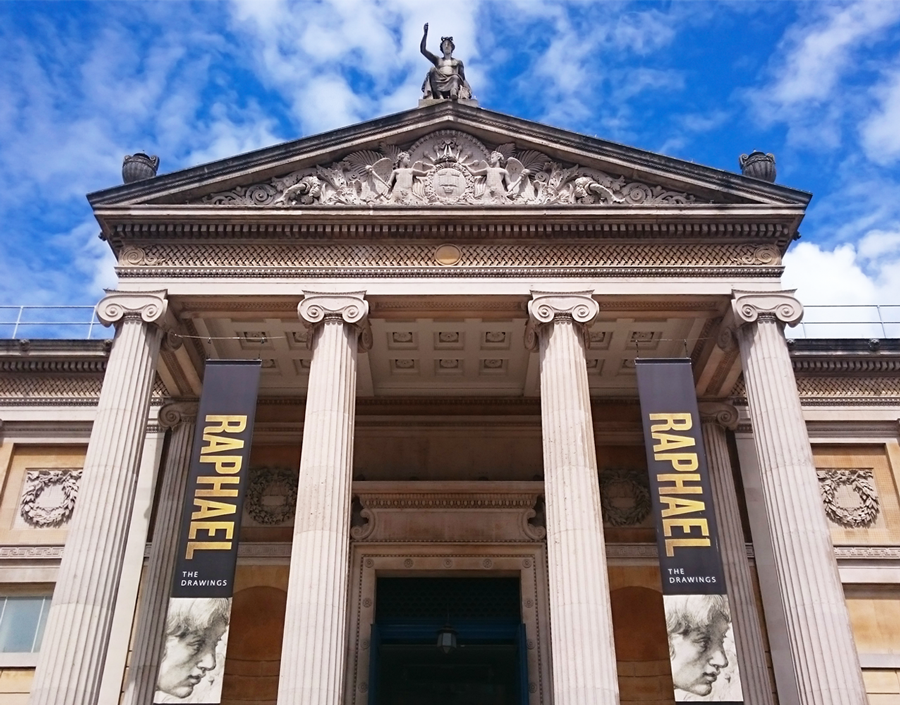
Museu Ashmolean, fundado em 1683.

| Museu                              | Localização     | País           | Fundação | Área de interesse | Ref.  |
| ---------------------------------- | --------------- | -------------- | -------- | ----------------- | ----- |
| Museus Capitolinos                 | Roma            | Itália         | 1471     | História da arte  | [ 5 ] |
| Museus Vaticanos                   | Vaticano        | Vaticano       | 1506     | História da arte  |       |
| Museus das Armaduras Reais         | Leeds           | Reino Unido    | 1545     | História militar  |       |
| Museu Ashmolean                    | Oxford          | Reino Unido    | 1683     | Arqueologia       |       |
| Museu de Belas Artes e Arqueologia | Besançon        | França         | 1694     | História da arte  |       |
| Kunstkamera                        | São Petersburgo | Rússia         | 1727     | História          |       |
| Museu Britânico                    | Londres         | Reino Unido    | 1753     | História da arte  |       |
| Hermitage                          | São Petersburgo | Rússia         | 1764     | História da arte  |       |
| Galleria degli Uffizi              | Florença        | Itália         | 1765     | História da arte  |       |
| Museu Charleston                   | Charleston      | Estados Unidos | 1773     | História          |       |
| Museu Teyler                       | Haarlem         | Países Baixos  | 1784     | Ciência           |       |
| Museu do Louvre                    | Paris           | França         | 1793     | História da arte  |       |
| Museu Peabody Essex                | Salem           | Estados Unidos | 1799     | História da arte  |       |
| New-York Historical Society        | Nova Iorque     | Estados Unidos | 1804     | História          |       |
| Museu Indiano                      | Calcutá         | Índia          | 1814     | História          |       |
| Städel                             | Frankfurt       | Alemanha       | 1816     | História da arte  |       |
| Museu Nacional                     | Rio de Janeiro  | Brasil         | 1818     | História natural  |       |
| Museu do Prado                     | Madrid          | Espanha        | 1819     | História da arte  |       |
| Museu Antigo                       | Berlim          | Alemanha       | 1830     | História          |       |
| Museu Warrington                   | Warrington      | Reino Unido    | 1848     | História da arte  |       |